# Церковь Великомученика Пантелеимона (Елец)
Це́рковь Свято́го Великому́ченика и Цели́теля Пантелеи́мона — православный храм, четвёртая и ныне единственная сохранившаяся церковь Троицкого мужского монастыря в городе Ельце Липецкой области.

## История

### Строительство
Четвёртая тёплая каменная церковь Троицкого монастыря в Ельце была устроена с разрешения Орловской духовной консистории в 1874 году. 10 сентября того же года она была освящена настоятелем обители архимандритом Флорентием во имя Великомученика и Целителя Пантелеимона. Церковь была пристроена к выстроенному в 1872 году новому двухэтажному каменному братскому корпусу. Для её строительства использовался кирпич из разобранного старого братского корпуса. Позже к храму была пристроена каменная братская трапезная, составляющая с ним единое целое. Вход был устроен со двора и из трапезной. В 1891 году произошёл крупный ремонт церкви и трапезной, стены которой были расписаны священными образами елецким художником П. А. Соколовым.

### Закрытие
Троицкий монастырь был ликвидирован в 1919 году, братский корпус с пристроенной к нему Пантелеимоновской церковью был передан образованной в монастыре трудовой коммуне. В первые годы существования коммуны, помещение храма использовалось как склад. В начале 1960-х годов в бывшем братском корпусе и церкви были устроены квартиры — именно это спасло его от участи других храмов обители — полного уничтожения и последующего варварского разграбления большевиками.

### Возрождение
В 2006 году часть помещений бывшего Елецкого Троицкого монастыря и церковь Пантелеимона были переданы монашеской общине. Однако вопрос о восстановлении храма в первоначальном виде пока не стоит. Богослужения ныне совершаются в церкви святителя Иоанна Златоуста, находящейся не на территории монастыря.

## Архитектура и убранство
Пантелеимоновская церковь имела следующие размеры: длина — 12 аршин (8,53 метра), ширина — 10 аршин, высота 5 аршин. Окна — 4, размером 1,5 на 1 аршин. Стены храма как внутри, так и снаружи были оштукатурены и окрашены в голубой цвет. Крыша покрыта листовым железом и окрашена медянкой, купол был покрыт белой английской жестью и увенчан вызолоченным крестом.
Иконостас был деревянный, обложенный «разноцветной морозковой жестью», с вызолоченной резьбой. В иконостасе с правой стороны находился «Образ Великомученика и Целителя Пателеимона, без ризы, писанный на кипарисной доске. Сей Образ — есть точная копия с Чудотворной Иконы Афонской, которая находится в Троицком соборе за левым клиросом в изящном киоте».